# منطقه تونگنان
منطقه تونگنان (به چینی: 潼南区، به پین‌یین: Tóngnán Qū) یک منطقهٔ شهرداری تابع شهر چونگ‌چینگ، در جمهوری خلق چین است. منطقه تونگنان ۱٬۵۸۵ کیلومتر مربع مساحت و ۶۴۰٬۰۰۰ نفر جمعیت دارد.